# Lluís Muncunill i Parellada
Lluís Muncunill i Parellada (Sant Vicenç de Fals, 25 februari 1868 – Terrassa, 10 juni 1926) was een Catalaanse architect. Hij ontwierp rond 1900 markante gebouwen en objecten, waarvan de voormalige fabriek Vapor Aymerich, Amat i Jover, nu Catalaans Museum voor Wetenschap en Techniek, en het neogotische stadhuis, beide in Terrassa, tot de bekendste behoren.

## Levensloop
Muncunill was afkomstig uit een oude familie uit Bages, waarvan de stamboom tot in de veertiende eeuw teruggaat. Hij was pas zeventien toen hij in 1884 zijn studies aan de Escola Tècnica Superior d'Arquitectura de Barcelona (toen Escola Provincial d'Arquitectura) begon, met als studiegenoten Josep Puig i Cadafalch en Modest Feu i Estrada. In 1891 is hij afgestudeerd als architect. In augustus 1892 werd hij benoemd als stadsbouwmeester door het gemeentebestuur van Terrassa, waar de meeste van zijn bouwwerken ook te vinden zijn. De stad kende door de industriële revolutie een enorme uitbreiding, zijn plan voor een geordende stadsuitbreiding wordt echter niet uitgevoerd, en de ontwikkeling van landelijk dorp dot moderne voorstad geschiedde nogal chaotisch. In 1903 trad hij af als stadsarchitect en begon zijn eigen bureau voor privé-opdrachten, waar hij meer creatieve vrijheid genoot. 
Zijn eerste werken, zoals het neogotische stadhuis van Terrassa, zijn gekenmerkt door een sterk historiserende stijl. Onder inspiratie van Lluís Domènech i Montaner schakelde hij in 1902 over op het Catalaans modernisme. Hij behoort tot de tweede generatie van de modernisten. Naast woonhuizen ontwierp hij ook fabrieksgebouwen, waarin hij interessante nieuwe toepassingen integreerde, zoals het veelvuldige gebruik van het tamboerijngewelf, dat zowel esthetische als technische voordelen biedt. In zijn laatste fase keert hij terug tot een klassiekere stijl, zoals in het voormalige Cafè Colon.

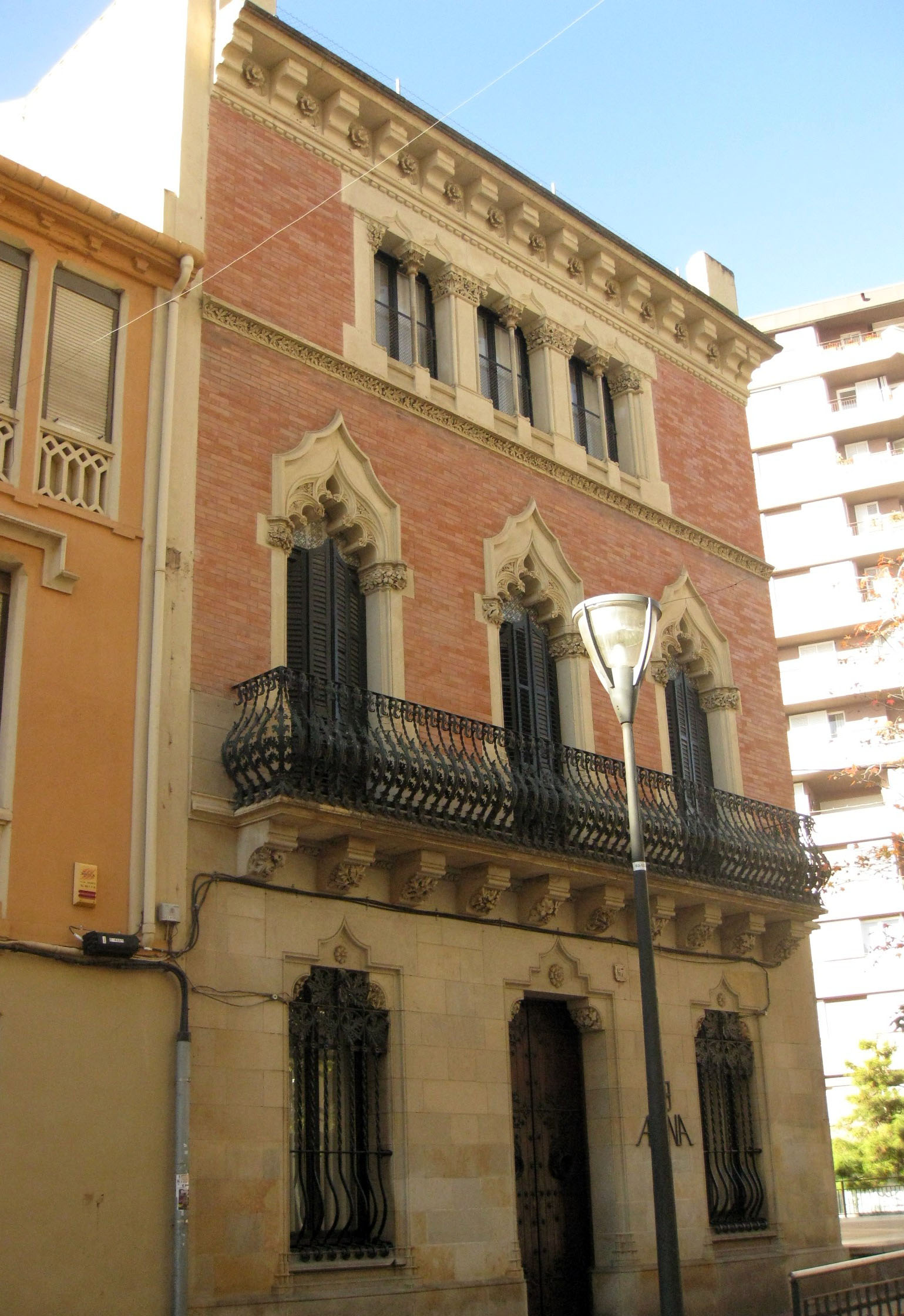
Huis Pujals (1897), Terrassa
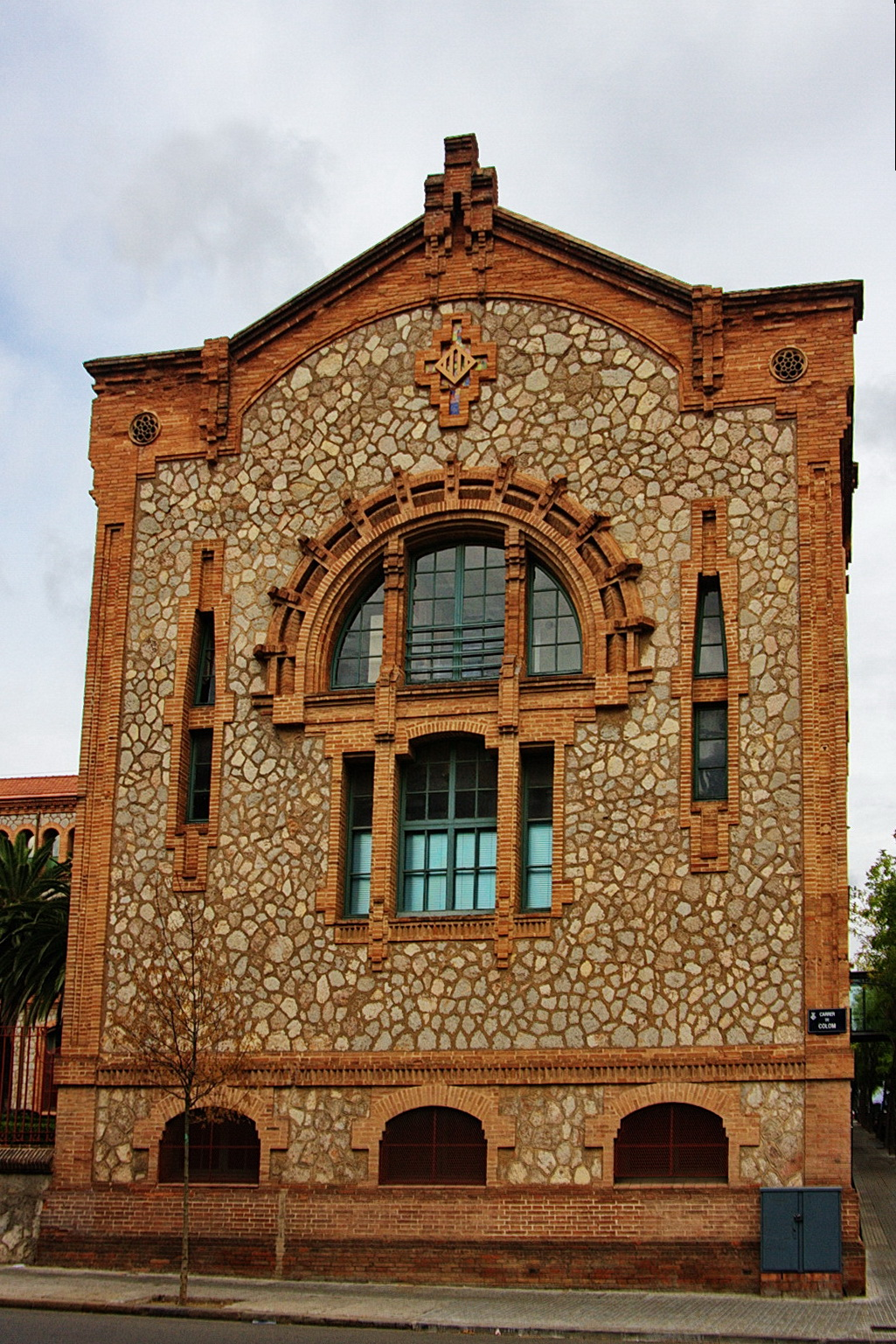
Technische Hogeschool in Terrassa
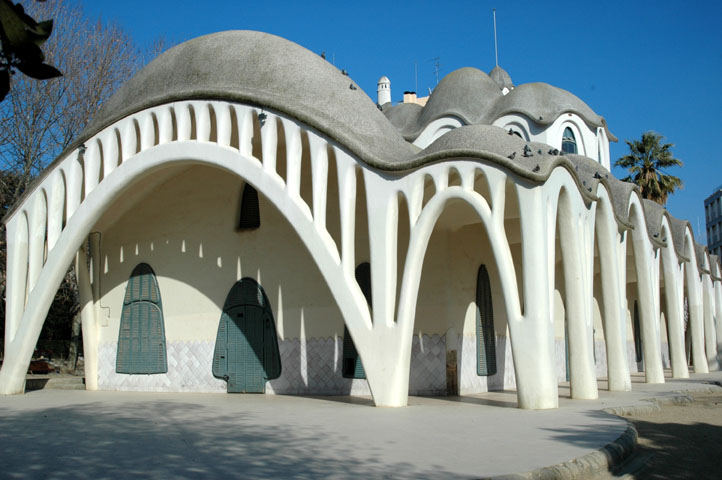
Masia Freixa (1896)
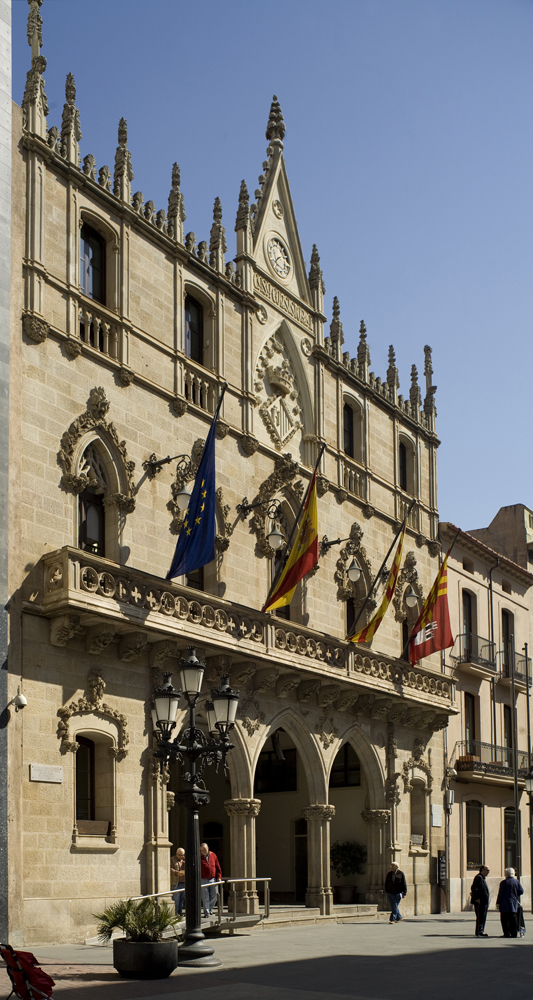
Stadhuis Terrassa (1900-1902)
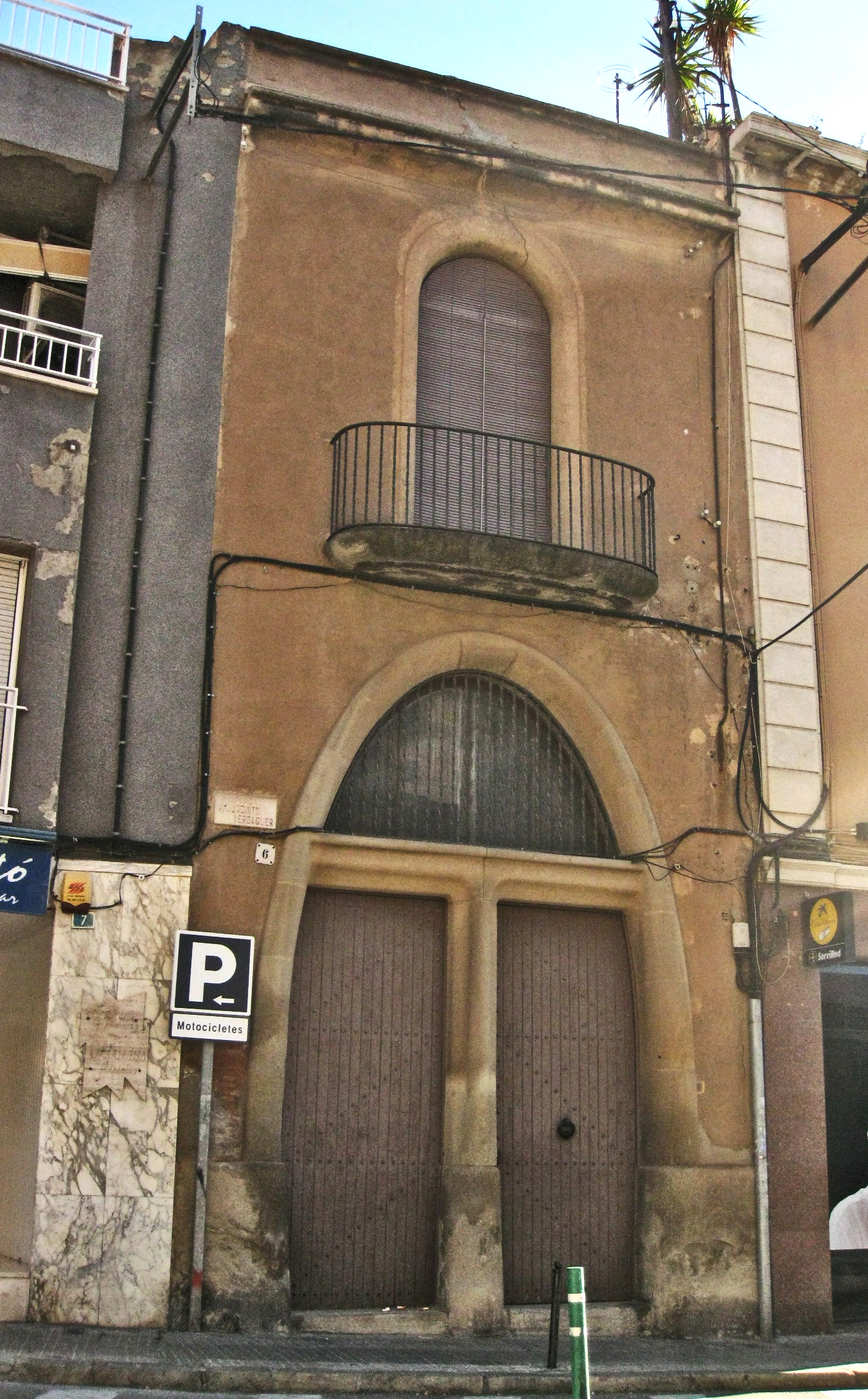
Stapelhuis Miquel Boix, met typische ellipsvormige boog (1905)
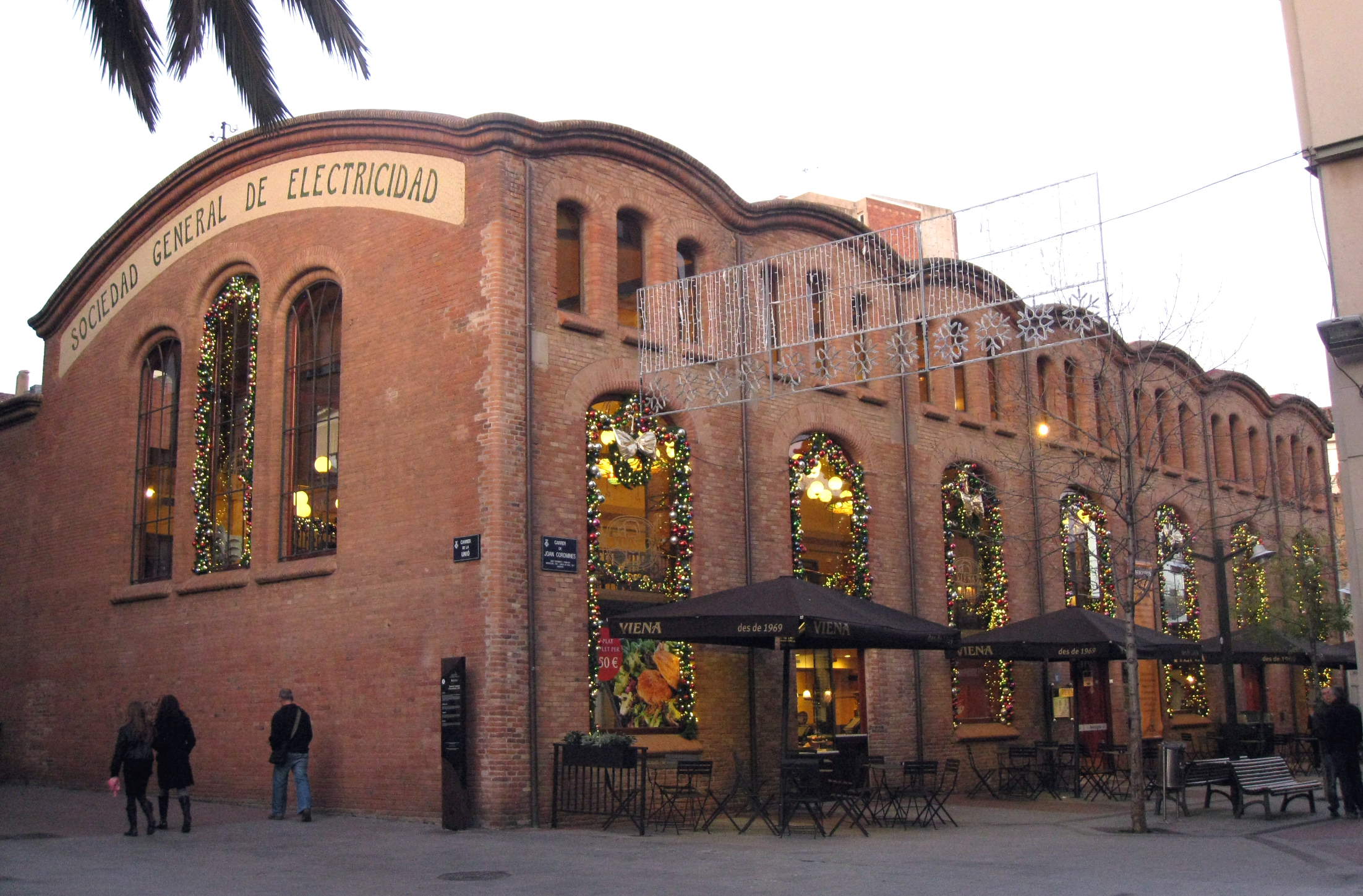
Voormalige Societat General d'Electricitat (nu restaurant) in Terrassa (1908)
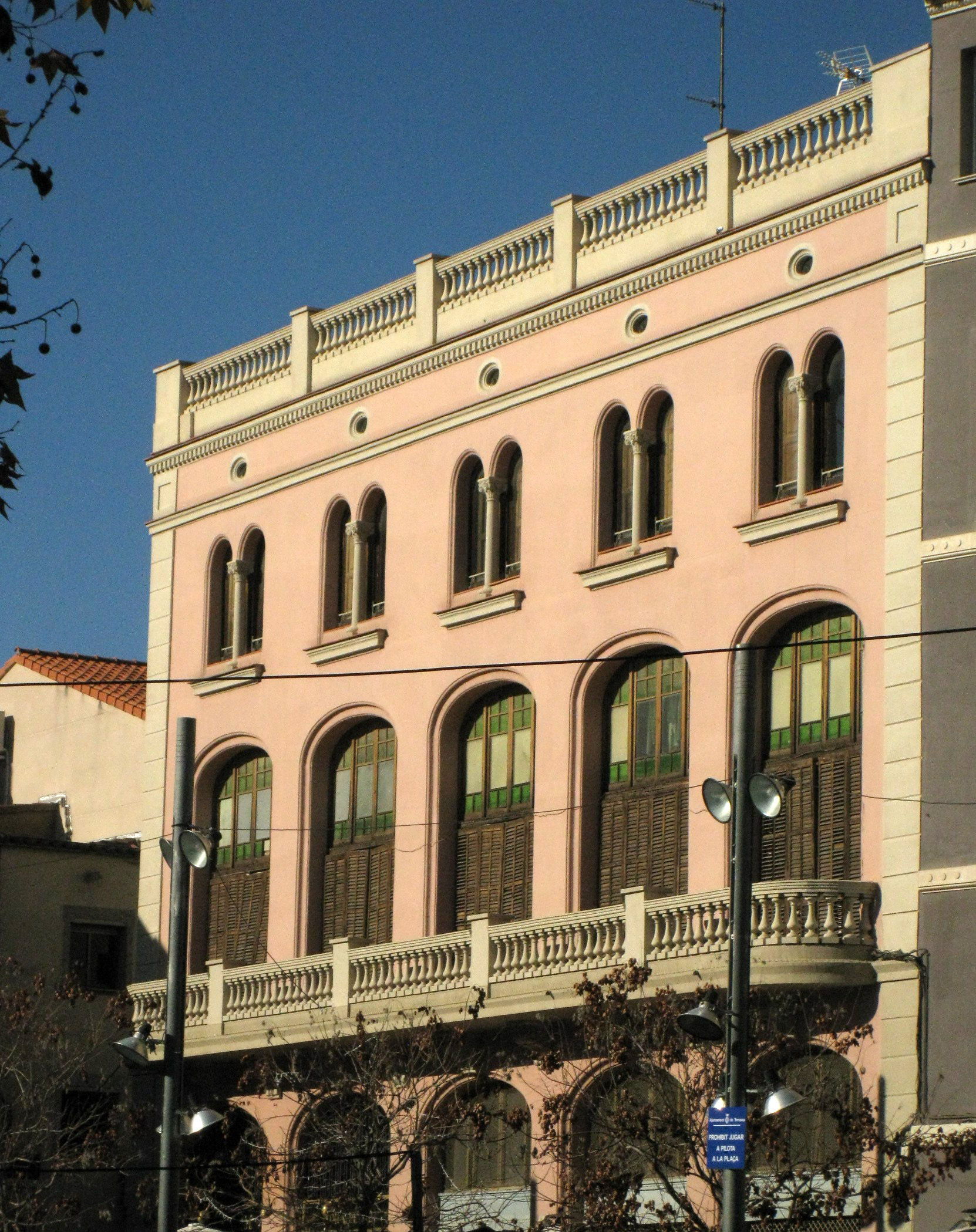
voormalige Cafè Colon (1926)

- Biblioteca Nacional de España: XX892963
- Catàleg d'autoritats de noms i títols de Catalunya: 981058614846906706
- Gemeinsame Normdatei: 123056535
- International Standard Name Identifier: 0000 0000 3383 6139
- Library of Congress Control Number: n97093426
- Union List of Artist Names: 500264938
- Virtual International Authority File: 55045514
- WorldCat: E39PBJyRByrBR6xYtrhCb8pQMP